# Cornelius Greither

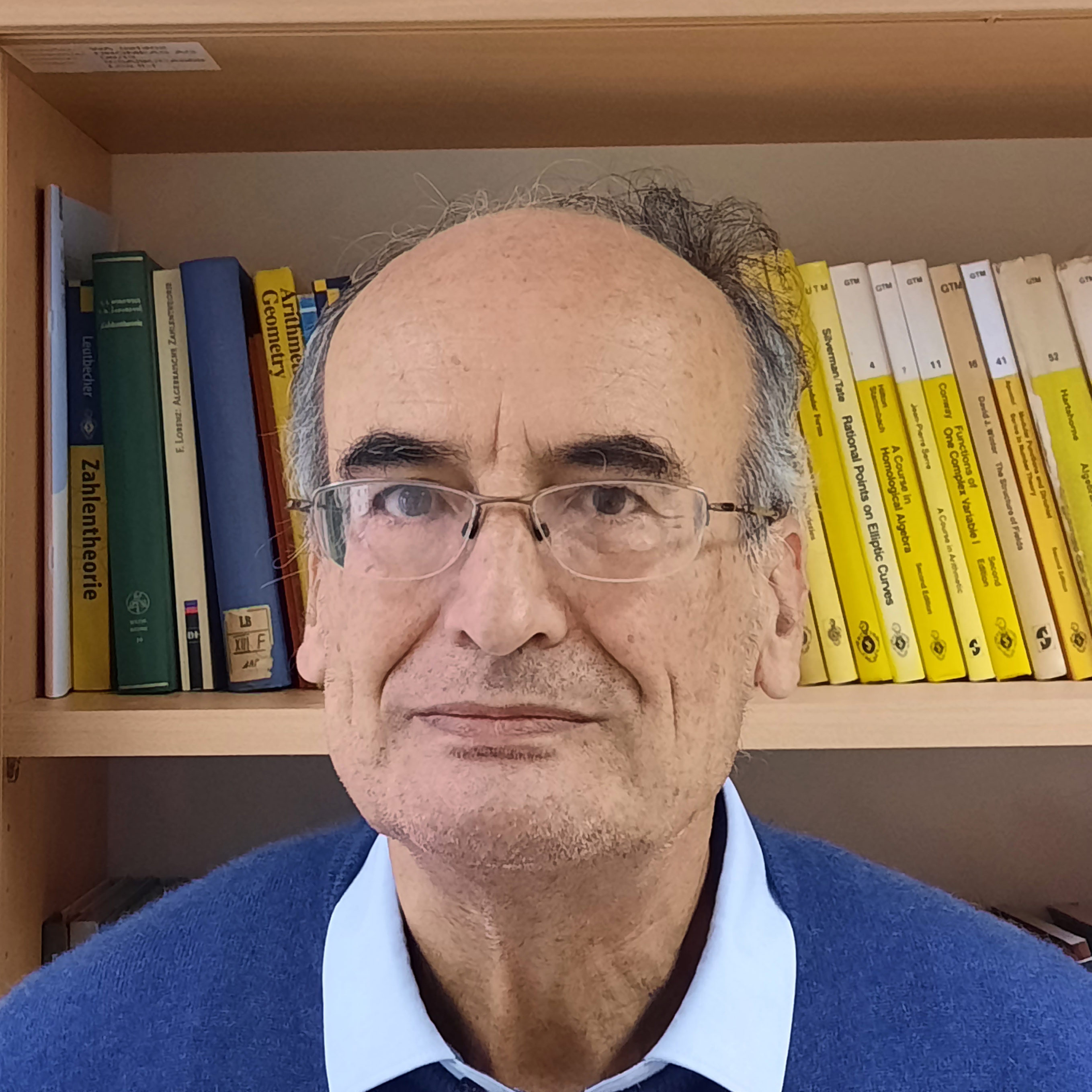
Cornelius Greither (2024)

Cornelius Greither (geboren am 24. August 1956 in Heidelberg) ist ein deutscher Mathematiker. Seine Forschung kreist um zahlentheoretische Themen wie Iwasawa-Theorie und Galois-Darstellungen.

## Leben
Cornelius Greither promovierte 1983 an der Ludwig-Maximilians-Universität in München unter Bodo Pareigis. Die Arbeit trug den Titel Zum Kürzungsproblem kommutativer Algebren. 1988 habilitierte er sich mit einer Arbeit über Cyclic Galois extensions and normal bases. 1992 fand Greither den Beweis für die Iwasawa-Hauptvermutung im Fall p = 2 für abelsche Zahlkörper. 1999 bewies er zusammen mit Kollegen wie Karl Rubin eine Gegenvermutung zum Hilbert-Speiser-Theorem. Nach vierjähriger Tätigkeit in Québec/Kanada folgte Greither dem Ruf an die Universität der Bundeswehr in München. Er lehrte dort als Professor bis zu seiner Emeritierung 2022.
Er gehört zur Redaktion der mathematischen Fachzeitschriften Archivum mathematicum Brno, New York Journal of Mathematics und Journal de Théorie des Nombres Bordeaux. Bis 2014 war er Mitherausgeber der Annales mathématiques du Québec.
Cornelius Greither lebt in München.